# اقتحام كاباناتوان

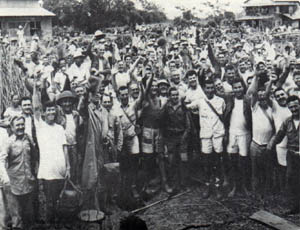
أسرى كاباناتوان يحتفلون بعد فك أسرهم في 30 يناير 1945

عملية اقتحام كابانتوان هي عملية عسكرية أمريكية لإنقاذ الأسرى الأمريكيين في اليابان خلال الحرب العالمية الثانية. تعتبر أفضل عملية إنقاذ أسرى في التاريخ العسكري الأمريكي، حيث لم يقتل من الجنود الأمريكيين سوى جنديان، وتوفي أسير واحد بعد إخراجه من الأسر.